# 步槍兵突擊武器
步槍兵突擊武器（英語：Rifleman's Assault Weapon，縮寫：RAW）是一款由美国不倫瑞克公司於1977年研製及生產的近距離支援火箭推進式榴彈，並曾經於1990年代投入美国海军陆战队短暫而且少量服役。

## 概述
RAW是根據軍隊的要求而研製並且生產的多用途近距離支援武器。RAW的火箭推進式球狀彈藥以阿瑪萊特AR-15／M16步槍作為發射平台，並且能夠從磚石牆上貫穿出洞穴和癱瘓甚至擊破輕型裝甲車輛。
RAW的1公斤黏著榴彈（HESH）彈頭可以貫穿200毫米的钢筋混凝土（形成一個360毫米寬的洞）並且打擊300公尺範圍以內的移動目標。RAW曾被認為是城鎮戰條件當中的理想選擇。可是美國軍方其後重新考慮了该尋求怎樣的近距離支援武器，結果只少量採購了RAW，儘管該武器表現符合規格，並且在300公尺範圍以內表現出非常平坦的彈道軌跡。不倫瑞克公司還研發了RAW的反坦克版本。後來，不倫瑞克公尺將RAW的設計賣給KDI精密製品有限公司，而後者於2001年成為了L3通信公司的一部分。

| RAW和現代武器的性能表現                                                                      |                      |                    |
| 對鋼筋混凝土的有效性                                                                         |                      |                    |
| 彈藥                                                                                         | 貫穿力，以毫米為單位 | 最大有效射程（米） |
| 140毫米RAW                                                                                   | 200                  | 300                |
| 40毫米高爆雙用途榴彈                                                                         | ～150                | 400                |
| 83毫米碉堡剋星彈藥（SMAW-D）                                                                 | 200                  | 500                |
| 武器性能的數據來源是簡氏步兵武器1995—96、簡氏彈藥手冊1994和M141 BDM （页面存档备份，存于）。 |                      |                    |

## 資料來源
1. ↑  Jane's Infantry Weapons 1995–96, p. 219.
2. ↑  Jane's Infantry Weapons 1984–85, p. 661.
3. ↑  RAW的預測國際評論。

- Martin J. Dougherty: Broń strzelecka od roku 1860 do współczesności. Bremen: MAK, 2010, s. 198. ISBN 978-3-939991-73-1.
- Jane’s Weapon Systems 1991-92 （页面存档备份，存于）. / Edited by Ian V. Hogg. — 17th ed. — Coulsdon, Surrey: Jane’s Information Group, 1990. — 767 p. — (Jane’s Yearbooks) — ISBN 0-7106-0673-7.
- Multi-Purpose Individual Munition （页面存档备份，存于）. // Forecast International, Ordnance & Munitions Forecast, September 2002. — 10 p.

## 外部連結
- （英文）—Brunswick RAW （页面存档备份，存于）
- （简体中文）—D Boy Gun World（槍炮世界）—AR-15/M16专辑—面杀伤附件 （页面存档备份，存于）